# Regla Fiscal (Colombia)
La Regla Fiscal en Colombia es un mecanismo normativo establecido mediante la Ley 1473 de 2011, diseñado para garantizar la sostenibilidad de las finanzas públicas y mantener la estabilidad macroeconómica del país.

## Reglas fiscales
Las reglas fiscales son disposiciones que fijan límites y criterios para la gestión presupuestaria de un país, con el propósito de mantener la estabilidad y sostenibilidad de sus finanzas públicas. Aunque existen antecedentes previos, la primera aplicación formal de una regla fiscal en el mundo se atribuye a Alemania en 1982. En el contexto latinoamericano, Perú fue pionero en su adopción hacia el año 2000. Con el tiempo, su uso se generalizó; de acuerdo con datos del Fondo Monetario Internacional (FMI), en 1985 había seis marcos fiscales de este tipo y para 2021 el número había aumentado a 92,17 de ellas en América Latina, de acuerdo con el Fondo Monetario Internacional (FMI).
El diseño de estas reglas varía de un país a otro, pero todas persiguen un objetivo común: evitar que el gasto público o el endeudamiento crezcan a niveles que comprometan la estabilidad económica futura. Entre las modalidades más habituales se encuentran los límites al déficit fiscal, las restricciones al nivel de deuda pública y los topes al crecimiento del gasto.

## Colombia
En Colombia, el interés por implementar una regla fiscal comenzó a mediados de la década de 2000. En 2007, la Comisión Independiente del Gasto Público —creada por el Ministerio de Hacienda y Crédito Público— sugirió que el Estado debía fortalecer su ahorro y reducir el déficit con el fin de bajar progresivamente la deuda pública.
Previo a la adopción de una norma de alcance nacional, ya se habían incorporado mecanismos de control fiscal en distintas leyes:
- Ley 358 de 1997, conocida como “Ley de Semáforos”, que prohíbe a las entidades territoriales endeudarse más allá de su capacidad de pago.[4]
- Ley 549 de 1999, que impone la obligación de destinar fondos para cubrir pasivos pensionales.[5]
- Ley 617 de 2000, que regula el financiamiento de los gastos de funcionamiento en las entidades territoriales.[6]
- Ley 819 de 2003, o “Ley de responsabilidad fiscal”, que exige presentar anualmente un Marco Fiscal de Mediano Plazo y detallar los costos e ingresos de toda disposición que genere gasto o beneficios tributarios.[7]

Finalmente, la Ley 1473 de 2011 formalizó la Regla Fiscal para el Gobierno Nacional Central. Esta disposición, basada en recomendaciones de un comité técnico creado en 2010, estableció que el déficit del gobierno no debía exceder el 1% del Producto Interno Bruto (PIB) a partir de 2022. Para facilitar su implementación, se fijó un periodo de transición con límites de 2,3% hasta 2014 y de 1,9% hasta 2018."
El propósito es asegurar que el gasto estructural del Gobierno Nacional Central no supere el ingreso estructural, lo cual implica mantener el déficit estructural en niveles prudentes. Por eso, se definieron metas intermedias de reducción del déficit: 2,3 % del PIB en 2014, 1,9 % en 2018, hasta alcanzar 1 % en 2022. A partir de ese año, el déficit estructural máximo quedó fijado en 1 % del PIB.

## Aspectos importantes
- La Regla Fiscal contempla una cláusula de escape, que permite suspender temporalmente su cumplimiento en situaciones excepcionalmente adversas para la economía, previa aprobación del CONFIS.[1]

- Además, contempla mecanismos de gasto contracíclico, que permiten ejecutar intervención fiscal temporal en fases críticas de la economía, para suavizar el ciclo económico.[1]
- Actualmente se estableció un límite de deuda neta del 71 % del PIB y un ancla de deuda del 55 % del PIB. [11]

## Órganos institucionales
- El Consejo Superior de Política Fiscal (CONFIS) define las metodologías y gestiona el sistema presupuestal, incluido el uso de transacciones excepcionales (únicas) para el cálculo del balance estructural.[1][12]

- El Comité Autónomo de la Regla Fiscal (CARF) es un órgano técnico e independiente adscrito al Ministerio de Hacienda, encargado de realizar análisis técnicos, verificar el cumplimiento de la regla y emitir conceptos, aunque no vinculantes.[1][13]

## Cláusula de escape
La cláusula de escape es una disposición excepcional que permite suspender temporalmente estas restricciones en circunstancias extraordinarias que afecten significativamente la economía nacional, como una emergencia social, sanitaria o una desaceleración severa. Su activación requiere aprobación del Consejo Superior de Política Fiscal (CONFISCO) y un concepto técnico del Comité Autónomo de la Regla Fiscal (CARF).

## Suspensiones recientes y contexto fiscal
En junio de 2025, el CONFIS activó la cláusula de escape, permitiendo la suspensión de la regla fiscal por hasta tres años, como respuesta al deterioro de las finanzas públicas y para elevar la meta de déPIB, desde un objetivo previo de 5,1%. 

## Referencia
1. 1 2 3 4 5 6  «Ley 1473 de 2011».
2. ↑  «Fiscal Rules Dataset».
3. ↑  Botero, Rodrigo (2007-06). «Comisión Independiente de Gasto Público». Fededesarrollo. Consultado el 10-08-2025.
4. ↑  «Ley 358 de 1997».
5. ↑  «Ley 549 de1999».
6. ↑  «Ley 617 del 2000».
7. ↑  «Ley 819 de 2003».
8. ↑  «¿Qué es la regla fiscal?, ¿para qué sirve? y ¿cómo funciona?».
9. ↑  «Por medio de la cual se establece una regla fiscal y se dictan otras disposiciones.».
10. ↑  «META DE BALANCE PRIMARIO Y NIVEL DE DEUDA DEL SPNF PARA EL 2013».
11. ↑  «Actualización Plan Financiero 2025».
12. ↑  «El Consejo Superior de Política Fiscal - CONFIS».
13. ↑  «Comité Autónomo de la Regla Fiscal».
14. ↑  Dueñas Valencia, Federico (2025-06). Reglas fiscales, cláusulas de escape y riesgo soberano. ISSN 1657-7191. Consultado el 10 de agosto de 2025.
15. ↑  «Suspensión temporal de la regla fiscal en Colombia: contexto, alcance y efectos potenciales».